# Magdalena de San Jerónimo
Magdalena de Sant Jerónimo és el nom religiós de Beatriz de Zamudio, dama espanyola dels temps de Felipe II i Felipe III. La mare Magdalena de Sant Jeroni va fundar a Valladolid la Casa Pla de l'Aprovació, lloc on les dones "penedides" dels seus pecats eren recollides i adoctrinades per rebre l'hàbit a Sant Felip de la Penitència. No es tenen gaires dades biogràfiques sobre ella, ni tan sols sabem si va arribar a professar, només sabem que pertanyia a la casa Zamudio, llinatge noble de Biscaia, servidora de la corona, i per això vinculada al poder i al rei. De fet, gràcies a la seva influència va aconseguir casar de manera avantatjosa unes nebodes.
Entre 1589 i 1600 va estar a Madrid, vinculada amb la infanta Isabel Clara Eugenia, filla predilecta de Felip II, a la qual el 1598 el rei va atorgar com a dot els Països Baixos i el ducat de Borgonya en el seu matrimoni amb l'arxiduc Albert VII d'Àustria. Ho sabem per la correspondència que hi manté. És durant aquest període, que pot arribar a parlar amb el rei per exposar-li el projecte carcerari, la Galera. El rei el derivarà als Consells Reials per al seu definitiu tractament.
Entre 1600 i 1613 se la va veure per París, Brussel·les i Anglaterra, complint encàrrecs sol·licitats per les seves dues protectores: portar els cossos de sant Maurici i sant Pasqual. En la presa de possessió de la infanta Isabel Clara Eugenia com a sobirana dels Països Baixos, va ser acompanyada fins a Flandes per Magdalena de Sant Jeroni, que va aconseguir durant aquesta estada una autorització especial del papa Climent VIII per recopilar un important carregament de relíquies procedents de convents i esglésies de Colònia i Tréveris. El 1604, Magdalena de Sant Jeroni tornava amb la seva col·lecció de relíquies des de Flandes a Valladolid. A més va lliurar els cossos complets de sant Maurici, màrtir de la Legió Tebana, i Sant Pasqual papa, un a la ciutat de Valladolid i un altre a la Casa Pla de l'Aprovació, al costat d'un bon cúmul d'aquelles relíquies portades de Flandes. A la tarda del 22 de setembre de 1604, dia de Sant Maurici, tingut per sant patró de la prestigiosa Orde del Toisó d'Or, sortia una solemne processó de la catedral presidida per Juan Bautista Acevedo, inquisidor general i bisbe de Valladolid, vestit de pontifical, i de la ciutat, juntament amb els prínceps de Savoia i representants dels consells del Regne i de l'ajuntament en ple portant ciris, que es van dirigir fins a la Casa Pla de l'Aprovació per recollir les relíquies. Al capdavant de la comitiva figurava l'⁣estendard de Sant Maurici, actualment conservat al Museu de Valladolid. El 13 de març de 1605, Magdalena de Sant Jeroni va aconseguir que l'ajuntament es fes càrrec de la Casa Pla de l'Aprovació i va tornar a Flandes, viatge de què donà compte fra Ángel Manrique en la seva Vida de sor Ana de Jesús, començant a ordir la creació de presons correccionals per a dones "públiques" i delinqüents, les denominades "galeres per a dones". El 1605 va participar en la fundació del convent de les carmelites descalces a Brussel·les (1606-1607).

Xarxa de sociabilitat de l'escriptora Magdalena de Sant Jeroni, creada pel projecte Bieses.

## Raó i forma de la Galera...
Amb aquest objectiu, la creació de presons correccionals femenines, va escriure Raó i forma de la Galera i Casa Reial, que el rei, el nostre senyor, mana fer en aquests regnes, per a càstig de les dones vagants, i lladres, alcauetes, fetilleres, i altres semblants, un petit tractat que va ser publicat a 160. Les dues edicions d'aquesta obra es van fer el mateix any i en ciutats properes, però presenten diferències que fan pensar que l'edició de Valladolid va ser la primera de les dues. L'edició de Salamanca sembla haver retallat algunes frases i parts de sintagmes dels paratextos, a més també és més breu el capítol final, que a l'edició val·lisoletana continua entre les pàgines 55-61 amb text del capítol sense correspondència a l'altra. Aquestes eliminacions i alguna lectio facilior suggereixen que la primera edició es va fer a Valladolid. L'edició de Salamanca té, en canvi, abans de la dedicatòria una relació que explica per què els regidors i els consells municipals de la ciutat han decidit que s'imprimeixi l'obra. L'altre canvi ideològicament rellevant és l'addició de la feiticeria entre les causes de condemna d'aquestes dones.
Aquesta obra va donar l'impuls definitiu a la creació de les primeres presons per a dones, ja que, al cap de poc temps de la seva publicació, Felip III ordenava la construcció de Cases Galera a Valladolid i Madrid. Una mica després s'estendrien a moltes altres ciutats, com Salamanca, Saragossa, Barcelona, València i Granada.
En aquesta obra, Magdalena de Sant Jeroni enumera les que mereixien el qualificatiu de "perdudes", com aquelles que surten a la nit "com bèsties feres de les seves coves a buscar la caça" fent cometre els homes gravíssims pecats, o les que venien joves "concertant el tant o més com ovelles per a l'escorxador" per fer llàstima i les "mosses de servei". En aquest fragment de la introducció s'expressa el propòsit de la seva obra:
| « | (castellà) Dando y tomando hallé por mi cuenta que la causa era el no haber bastante castigo en España para este linaje de malas mujeres y que, así que el remedio sería que hubiese tantas suertes de castigos para ellas como hay para los hombres delincuentes, pues muchas de ellas les llevan harta ventaja en la maldad y pecados. Uno, pues, de los castigos (y muy general) que hay en España para los hombres malhechores es el echarlos a galeras por dos, cuatro o más años, según sus delitos lo merecen. Pues así haya galeras en su modo para echar a las mujeres malhechoras, donde a la medida de sus culpas sean castigadas. Por lo cual, el fin y blanco de esta obra es hacer una casa en cada ciudad y lugar donde hubiere comodidad, con nombre de galera, donde la justicia recoja y castigue, según sus delitos, las mujeres vagantes, ladronas, alcahuetas y otras semejantes. | (català) Donant i prenent vaig trobar pel meu compte que la causa era no haver-hi prou càstig a Espanya per a aquest llinatge de males dones i que, així que el remei seria que hi hagués tantes sorts de càstigs per a elles com hi ha per als homes delinqüents, ja que moltes d'elles els porten fart avantatge en la maldat i pecats. Un, doncs, dels càstigs (i molt general) que hi ha a Espanya per als homes malfactors és fer-los fora a galeres per dos, quatre o més anys, segons els seus delictes s'ho mereixen. Doncs així hi hagi galeres en la seva manera per fer fora les dones malfactores, on a la mesura de les seves culpes siguin castigades. Per això, el fi i blanc d'aquesta obra és fer una casa a cada ciutat i lloc on hi hagués comoditat, amb nom de galera, on la justícia reculli i castigui, segons els seus delictes, les dones vagants, lladres, alcavots i altres de semblants. | » |

A la dedicatòria que fa al rei de la seva obra, aquesta dona va ser conscient que el seu discurs legitima un ordre social sexista:
| « | (castellà) […] Y como las demas cosas nuevas en sus principios, así este "tratadillo" ha causado novedad y admiración, no sólo en la gente vulgar y común pero aún en la principal y más grave, teniendo el nombre y hechos de esta Galera por demasiado rigor y severidad, particularmente siendo inventada por mujer contra mujeres [...] | (català) […] I com les altres coses noves en els seus principis, així aquest "tractament" ha causat novetat i admiració, no només a la gent vulgar i comuna però encara a la principal i més greu, tenint el nom i fets d'aquesta Galera per massa rigor i severitat, particularment sent inventada per dona contra dones [...] | » |

Resumint, l'obra és, aleshores, una proposta correctiva i moralitzadora alhora de les pràctiques vergonyoses i delictives d'algunes dones, aplicant un rigor impensable per normalitzar els comportaments: castigar el cos amb horribles turments, netejar l'ànima dels pecats i reformar aquestes dones per al bon servei, tal com dolorosament les purgaven. Morí a Madrid a finals de l'any 1622 deixant una part de les seves relíquies, adquirides durant la seva estada a Flandes, al convent de l'Encarnació de Madrid (AHN, Clergat, Jesuïtes, 29-2).